# Gresse-en-Vercors

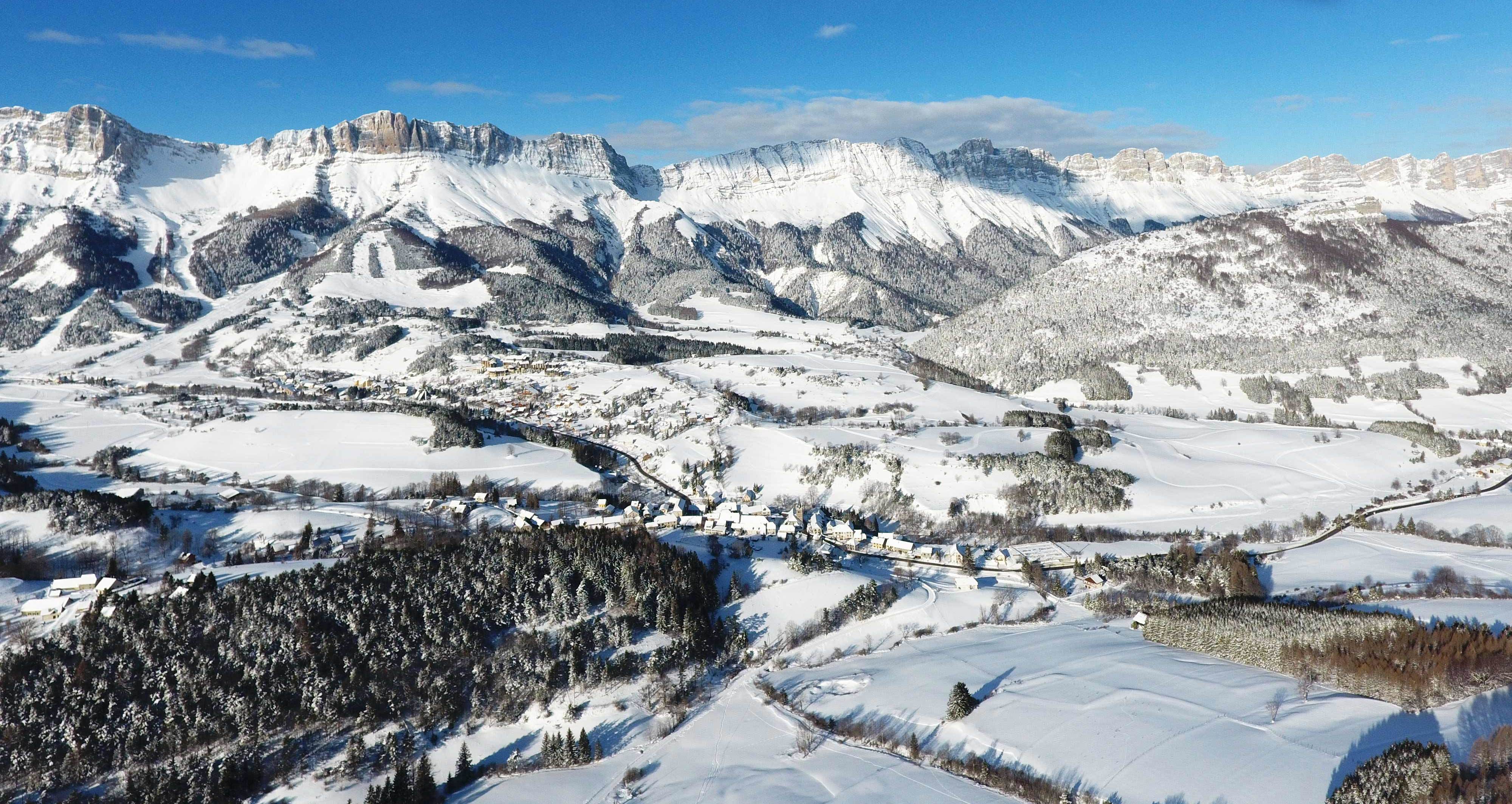
Gresse-en-Vercors im Winter

Gresse-en-Vercors ist eine französische Gemeinde mit 356 Einwohnern (Stand: 1. Januar 2022) im Département Isère in der Region Auvergne-Rhône-Alpes. Sie gehört zum Arrondissement Grenoble und zum Kanton Matheysine-Trièves. Die Einwohner werden Gressois (auch: Gressots) genannt.

## Geographie
Der Wintersportort Gresse-en-Vercors mit seinen zahlreichen Skipisten liegt im Regionalen Naturpark Vercors, etwa 28 Kilometer südsüdwestlich von Grenoble auf einer Hochebene im Vercors-Gebirge. Hier entspringt der Fluss Gresse. Das Gemeindegebiet reicht nach Westen über den Kamm des Vercors-Massivs hinaus bis an die Grenze zum Département Drôme. Die höchste Erhebung in der Gemeinde Gresse-en-Vercors ist der Gipfel des 2341 m hohen Grand Veymont. Umgeben wird Gresse-en-Vercors von den Nachbargemeinden Saint-Andèol im Norden, Saint-Guillaume im Nordosten, Saint-Paul-lès-Monestier im Nordosten und Osten, Roissard im Osten, Saint-Michel-les-Portes im Südosten, Chichilianne im Südosten und Süden, Romeyer im Süden und Südwesten sowie Saint-Agnan-en-Vercors im Westen.

## Bevölkerungsentwicklung
| Jahr                       | 1962 | 1968 | 1975 | 1982 | 1990 | 1999 | 2010 | 2021 |
| -------------------------- | ---- | ---- | ---- | ---- | ---- | ---- | ---- | ---- |
| Einwohner                  | 186  | 175  | 165  | 203  | 265  | 299  | 406  | 362  |
| Quellen: Cassini und INSEE |      |      |      |      |      |      |      |      |

## Sehenswürdigkeiten
- Kirche Saint-Barthélémy aus dem 13. Jahrhundert

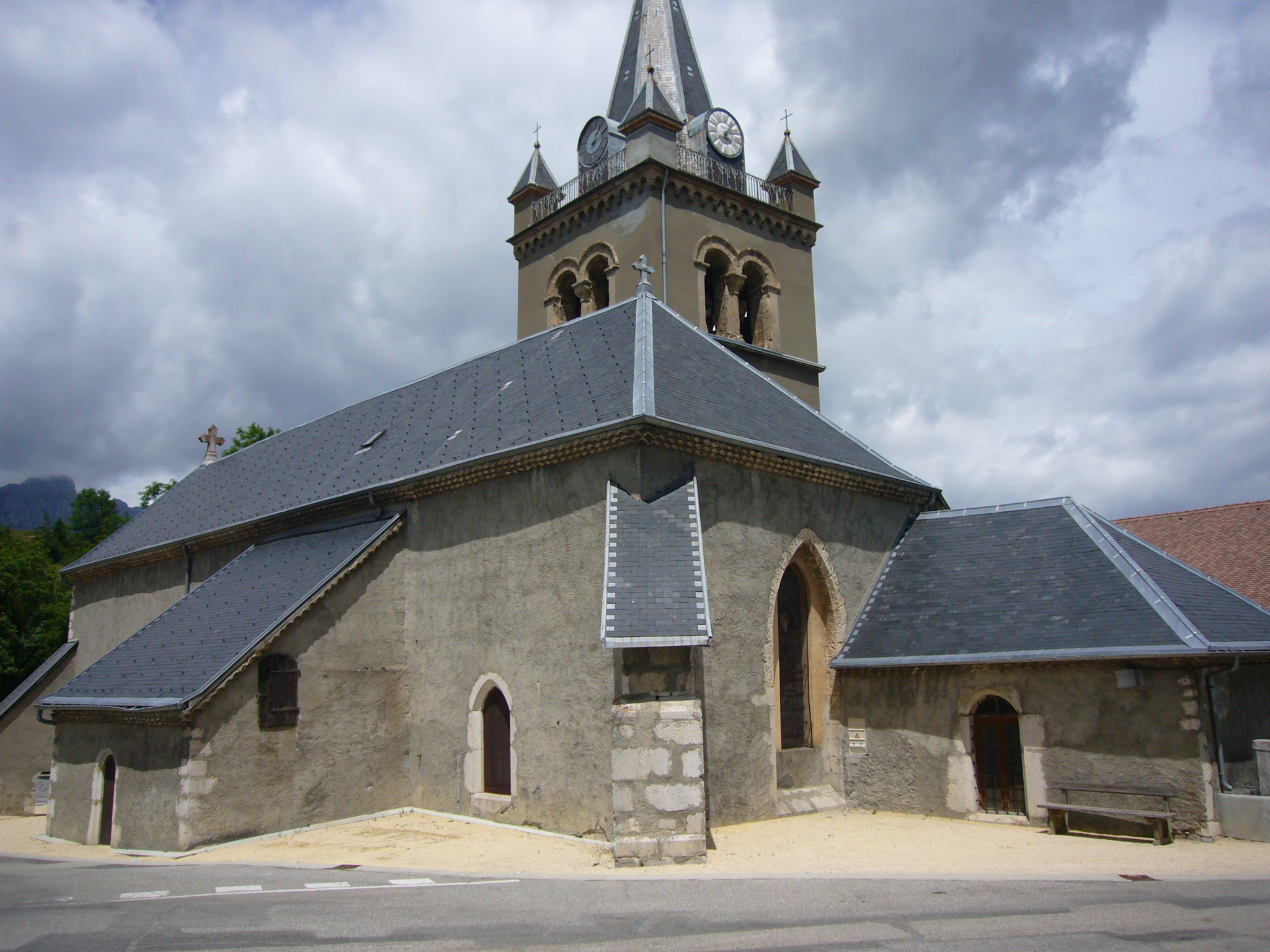
Kirche Saint-Barthélémy
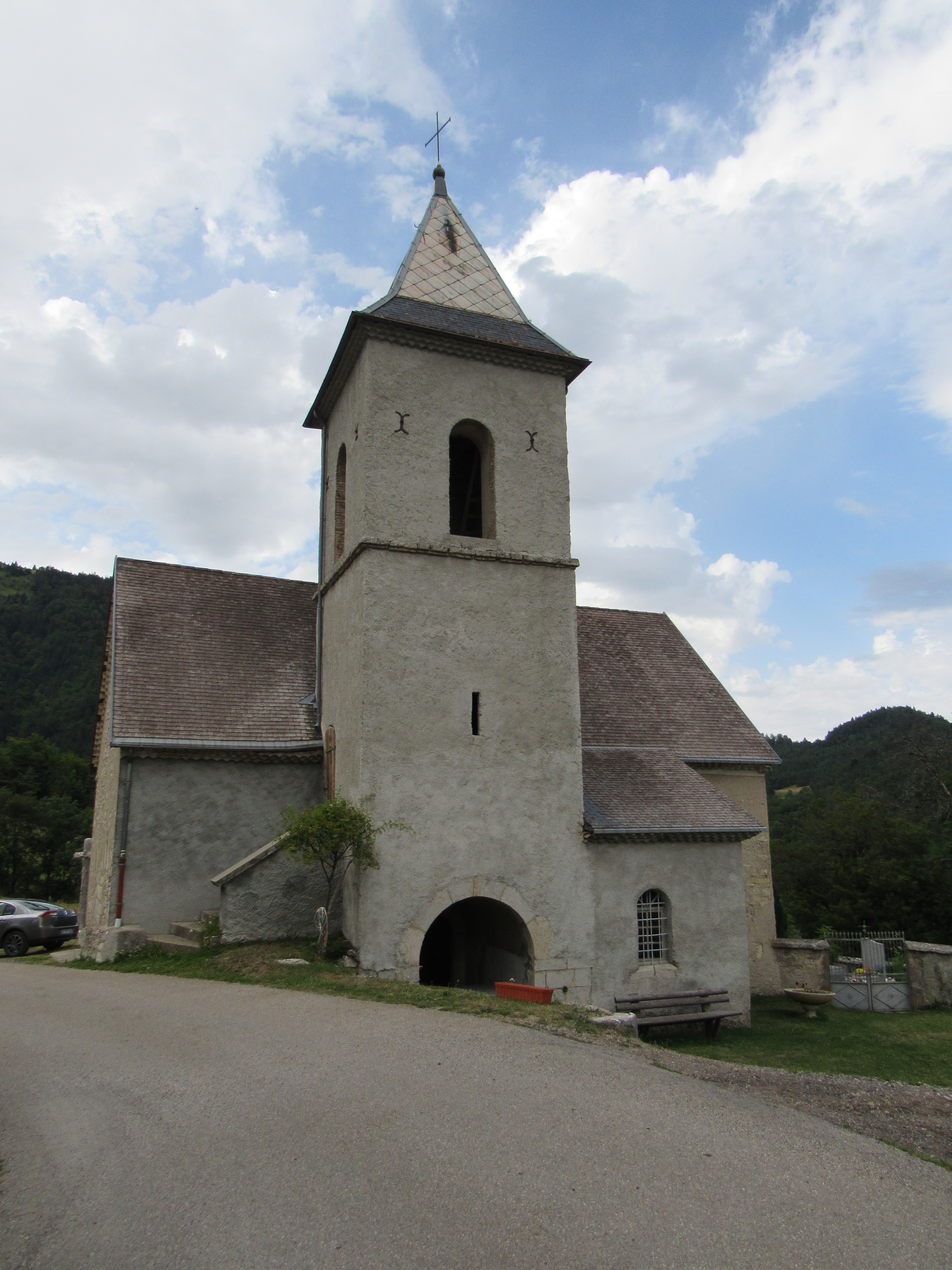
Kapelle Notre-Dame-de-la-Bâtie
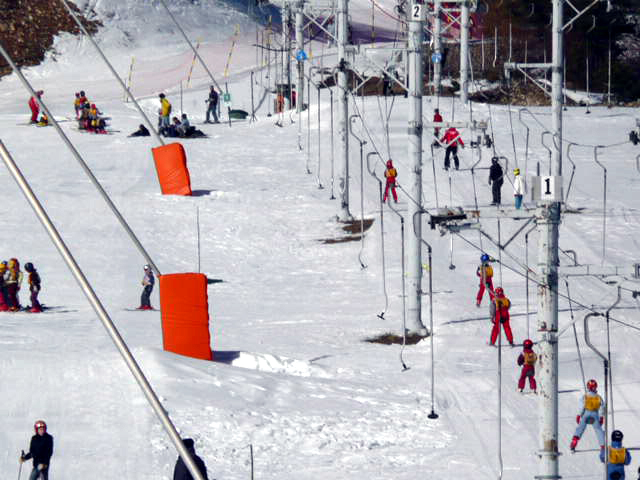
Skizirkus
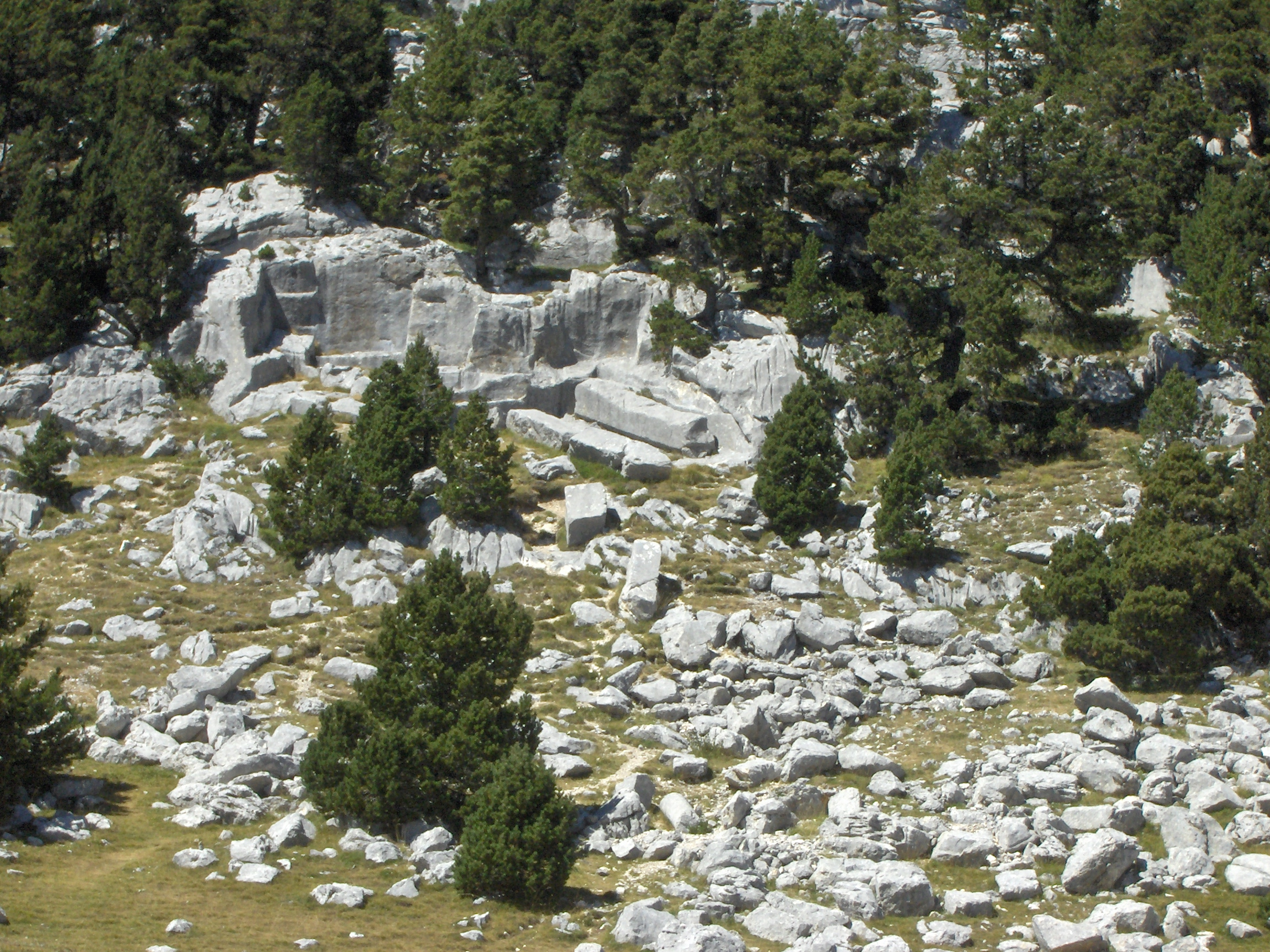
Reste eines römischen Steinbruchs

## Gemeindepartnerschaft
Mit der italienischen Gemeinde Calvanico in der Provinz Salerno (Kampanien) besteht seit 2003 eine Partnerschaft.